# Lluís Coquard i Sacristán
Lluís Coquard i Sacristán (vila de Gràcia, Barcelona, 28 de juny de 1922 - 28 d'agost de 2009) fou un dramaturg que s'especialitzà en el gènere del vodevil. Algunes obres de Coquard s'han traduït al castellà, el gallec, l'italià i el portuguès. Fou soci de l'Associació d'Escriptors en Llengua Catalana.
Lluís Coquard, barceloní, nascut de família modesta el 1922. En començar la guerra civil té quinze anys i ja treballa per ajudar a casa. Només ha anat a escola primària. Té una certa mà pel dibuix, fet que l'ajuda, ja en temps de pau, a entrar com a delineant a la fàbrica Hispano Olivetti. Mesos més tard, amb alguns companys de treball, organitza un quadre escènic, on fa de tot: ajudant de direcció, actor còmic, coordinació de programes, lectura d'obres... i com havia de ser, l'any 1948 el grup l'hi estrena la seva primera obra: la comèdia en un acte Tot per unes cartes, on també hi fa un petit paper. Per aquells temps fa amistat amb Armand Matias i Guiu, també afeccionat al teatre i comencen a escriure en col·laboració, de la que queda constància una desena de comèdies còmiques. Simultàniament, inicia tasques periodístiques a la revista setmanal Momento, amb entrevistes i reportatges, destacant la seva secció "El caricaturista y su mono", on contacta amb els millors dibuixants humorístics de l'època, des de l'Opisso a en Cesc. Gràcies a Josep Escobar, contacta amb Editorial Bruguera, on hi col·labora amb textos d'humor i guions de tota mena.
L'any 1953 fa de redactor en cap del setmanari d'humor Tururut, escrit en castellà, però pensat en català, creat pel dibuixant Cesc. L'any següent entra a Radio Nacional com a guionista. Fa dos programes setmanals durant quatre anys. L'octubre del 1958, s'inaugura a Barcelona el teatre Guimerà: Pulgarcito y sus hermanos és l'obra de Coquard que inicia amb èxit la programació per a nois i noies, amb gran afluència de públic. Èxit que li obre la porta del teatre Romea, on la companyia Maragall, de Carles Lloret i Lluís Nonell, li estrena El petit dels tres tambors. I encara més: directius de Televisió acompanyen als seus fills a veure Pulgarcito i s'ho pasen bé. I com que estan preparant una programació infantil per televisió, demanen a l'autor la seva col·laboració, i aquest és l'inici d'una sèrie de guions de Coquard emesos des dels estudis Miramar, inaugurats feia poc.
Surten oportunitats que s'han d'aprofitar: escriu en el temps que li queda lliure a l'Olivetti, on ha passat a Publicitat. Té un sou modest però fix, i és casat, amb dues filles i una tercera en camí; però està lligat moltes hores a l'empresa; sort en té de la seva dona, que li dona suport i es cuida de les gestions amb editors i empresaris. S'inaugura a Barcelona el teatre "Peques", amb espectacles per a infants en castellà. Les obres d'en Coquard s'hi representen amb regularitat, especialment Patufet, en català, ja que l'autor s'ha negat a traduir-la: l'èxit de públic obliga l'empresa a reposar-la cada any. Simultàniament escriu comèdies d'humor: Amor...direcció prohibida i La núvia portava cua són programades per la majoria de grups de teatre d'aficionats de Catalunya i Balears, sumant centenars de representacions.
L'any 1962, el seu sainet Un plat de crema obté el premi "Emili Vilanova / Festa", fet que l'estimula a seguir escrivint per al teatre, principalment obres per a nois i noies aconseguint nous guardons: el del "Teatre Escolar / Federació de Centres d'Ensenyança Primària, no estatal, 1968" pel tríptic Titirimundi, l'"Internacional de Teatro AETIJ, 1969", dos "Ciutat de Barcelona", anys 1969 i 1975, el "Ciutat de Lleida, 1977" i diverses nominacions. El desembre de 1968 torna a publicar-se el setmanari infantil i juvenil Patufet. En Coquard hi col·labora des del primer número fins al 167, el juny de 1973, en què deixa de publicar-se.
L'any 1983 es jubila, després de quaranta anys de treballar a l'empresa Olivetti. L'any següent, "U de Cuc" li estrena La Cendrosa Ventafocs obra escrita amb col·laboració amb el director de la companyia Francesc Alborch, col·laboració que seguirà amb cinc obres més, una d'elles Mediterrània, Mediterrània, premiada l'obra i el muntatge escènic. Segueix escrivint: últimament accentuant la producció de comèdies de vodevil, amb gran acceptació de públic, com són No em toquis la Flor, L'estiuet del senyor Martí, La teva dona m'enganya, Ens ha caigut la sogra, Avi jove vol companyia, L'amor entra per la finestra i Un intrús a la família. També ha començat a representar-se la seva obra de teatre per a infants: Unes ulleres extraordinàries. Aquest any de 2008, ha escrit i publicat les comèdies-vodevil Un amant de comèdia i El sofà dels secrets.

## Obra dramàtica
- “L'arbre caigut” Comèdia en tres actes. (1956)
- “Amor...direcció prohibida” Comèdia en tres actes. (1958)
- “La núvia portava cua” Comèdia en tres actes. (1961)
- “Un plat de crema” 1962
- “Ella i els pingüinos” Comèdia en tres actes. (1963)
- “Quina vista tens, Quimet!” (1966)
- “Els llorers a l'estofat” Comèdia en tres actes, el tercer partit amb dos quadres. (1968).
- “Caram, quin home” Comèdia en tres actes. (1969)
- “Pitonissa, no m'enredis” Comèdia en dues parts. (1980)
- “El joc de l'amor” Comèdia en dues parts. (1982)
- “No em toquis la flor” Comèdia vodevil en quatre actes. (1987)
- “La teva dona m'enganya” Comèdia vodevil en un pròleg i dos actes. (1989)
- “Aquí hi ha mullader” Comèdia vodevil en tres actes. (1991)
- “Avi jove vol companyia” Comèdia en un pròleg i dos actes. (1993)
- “Ens ha caigut la sogra” Comèdia en dues parts i tres actes. (1995)
- “A l'armari i al llit al primer crit” Comèdia vodevil en dos actes. (1996)
- “Faldilles i pantalons amunt i avall” Comèdia en quatre actes. (1998)
- “ Casats per amor...a la pasta” Comèdia en dues parts i quatre actes. (1999)
- “L'estiuet del senyor Martí”
- “Una milionària d'amagatotis”

(Infantil)
- “El petit dels tres tambors”
- “Hola, Caputxeta vermella”
- “La bella adormida del bosc”
- “Aquil·lí i la llàntia d'Al·ladí”
- “Els bruts de Vallneta” Fantasia escènica. (1979)
- “La Cendrosa Ventafocs” (Amb col·laboració de Francesc Alborch)[2]